# Stenotothorax washtucna
Stenotothorax washtucna är en skalbaggsart som beskrevs av Robinson 1938. Stenotothorax washtucna ingår i släktet Stenotothorax och familjen Aphodiidae. Inga underarter finns listade i Catalogue of Life.